# Valse kopergroenzwam
De valse kopergroenzwam (Stropharia caerulea) is een giftige schimmel behorend tot de familie Strophariaceae. Hij leeft als terrestrische (bodembewonende) saprotroof. Het 'vals' slaat niet zozeer op de giftigheid, maar op zijn gelijkenis met de echte kopergroenzwam.

## Kenmerken

### Uiterlijke kenmerken
Hoed
De hoed heeft een diameter van 3 tot 7 cm. De slijmerige hoed heeft een fraaie donkergroene tot blauwgroene kleur en vervaagt naar geelbruin (mosterdkleurig) met de jaren. Hij is bij jonge vruchtlichamen half bolvormig, maar wordt later uitgespreid. Op het oppervlak bevinden zich hier en daar witte vlokjes, vooral aan de rand. De kleur van de hoed wijzigt later naar bleekgeel. 
Lamellen
De lamellen zijn roodbruin bij jonge exemplaren en donkerbruin bij oudere exemplaren. De randen zijn niet witachtig van kleur. Het ontbreken van deze kleur onderscheidt deze soort van andere soorten in hetzelfde geslacht. 
Steel
De steel heeft een lengte van 4 tot 9 cm en een dikte van 5 tot 9 mm. De steel is lichter dan de hoed, groenig of blauwig wit. Er is een vage ringzone, waaronder de steel voorzien is van afstaande witte schubjes.
Geur en smaak
Hij ruikt zwak zurig en de smaak is mild.
Sporenprint
De sporenprint is paarsbruin.

### Microscopische kenmerken
De sporen zijn glad, bruin, met dikke wanden, zonder kiempore en meten 7-9 × 4,5-6 µm. Ze hebben een ellipsoïde tot langwerpige tot eivormige vorm, afhankelijk van de kijkhoek. De basidia zijn smal knotsvormig, hebben vier sporen en hebben afmetingen van 24–40 bij 7–12 μm. De cheilocystidia zijn knotsvormig en meten 30–55 bij 4–40 μm met een hals die 2–5 μm breed is.  Pleurocystidia zijn 40–60 bij 5–18 μm met een hals die 2–4 μm breed is. Gespen zijn in alle weefsels overvloedig aanwezig.

## Habitat
De soort is te vinden in bossen en parken, maar ook in bermen, op strooisel en houtsnippers en op plekken waar zich strooisel ophoopt, vaak tussen brandnetels.

## Verspreiding
De Europese soort komt voor van Spanje, Sardinië en Italië in West- en Centraal-Europa tot Denemarken, Zweden en Finland. In Nederland komt de soort algemeen voor. Hij staat niet op de rode lijst. Vruchtlichamen zijn aanwezig van september tot en met november.

## Foto's

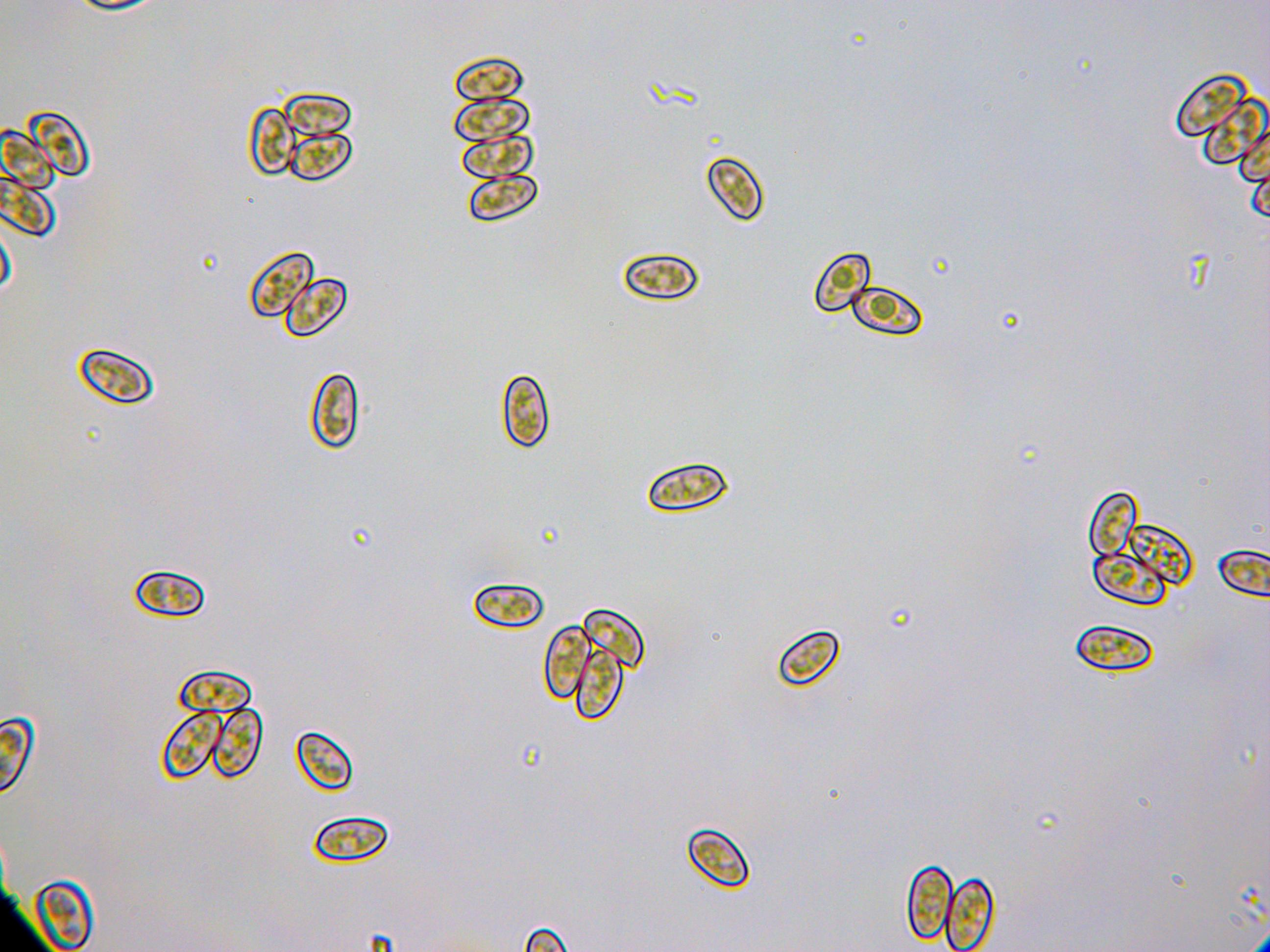
Sporen
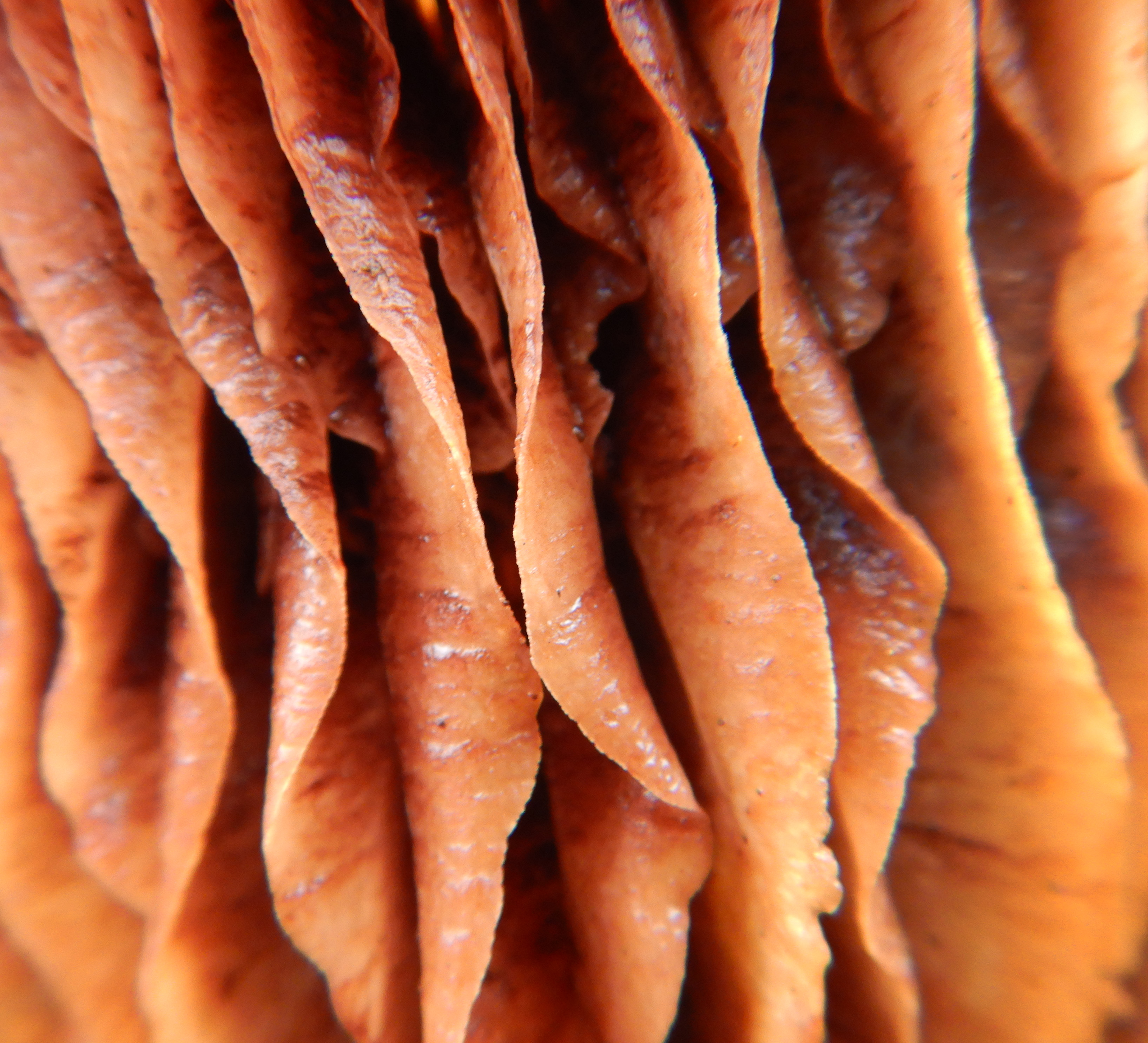
Lamellen (close-up)
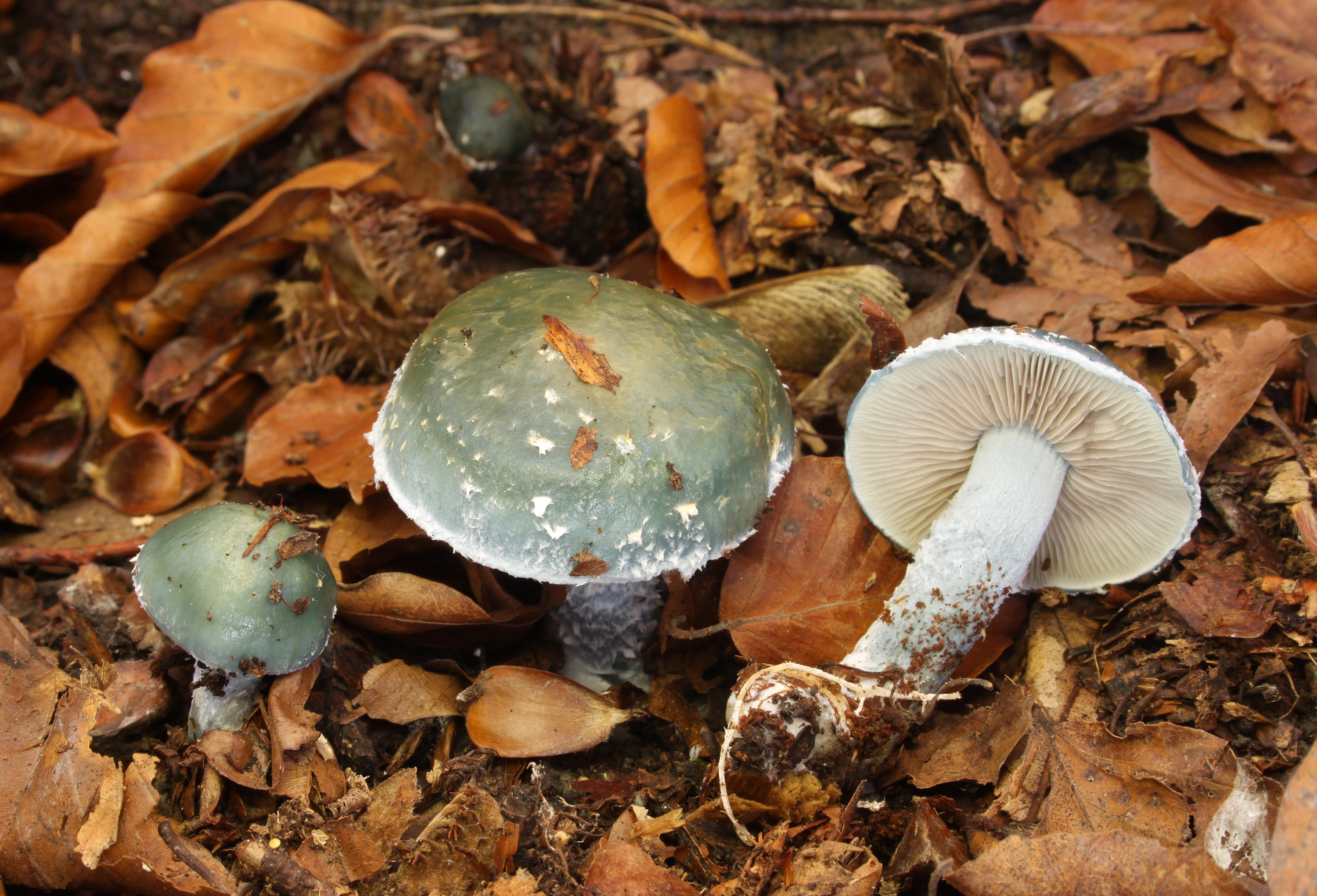
Bovenkant en onderkant